# Viva Las Buffy!
Viva Las Buffy! è un volume di fumetti incentrato sul personaggio di Buffy Summers, la Cacciatrice di vampiri protagonista del telefilm Buffy l'ammazzavampiri.
Il volume raccoglie i fumetti della serie regolare che vanno dal 51 al 54, pubblicati mensilmente dalla Dark Horse Comics in America dal novembre 2002 al febbraio 2003.
In Italia i singoli fumetti non sono mai stati tradotti e pubblicati ma è invece disponibile il volume, edito dalla Free Books quale primo capitolo di un progetto che avrebbe dovuto portare alla pubblicazione in lingua italiana di tutti i volumi raccoglitori della serie regolare (l'operazione si è invece conclusa dopo due anni a metà dell'opera).
Dopo ben 50 pubblicazioni in cui la serie regolare seguiva di pari passo quella televisiva, ambientando le sue trame nella stessa stagione trasmessa in televisione, a partire dai fumetti racchiusi in questo paperback la storia fa un salto nel passato e cerca di colmare quello spazio temporale che intercorre tra la vicenda ambientata nel film Buffy L'Ammazza Vampiri del 1992 (che costituisce il prequel della serie) e l'inizio della prima stagione del telefilm.
Al termine del fumetto n°50 Note dal sottosuolo parte 4 (ambientato durante la sesta stagione televisiva), al ritrovato Pike, l'amico di Buffy, veniva chiesto di raccontare cosa fosse successo a lui e alla Cacciatrice dopo l'incendio della palestra. La trama di questo volume ci viene quindi presentata dal punto di vista di Pike, il quale, dopo averla aiutata a sconfiggere il vampiro Lothos (nel film), continua a combattere al suo fianco perché innamorato di lei. Pike però comincia a dubitare sull'efficacia del suo contributo tormentandosi continuamente sul fatto di costituire più un pericolo ed un ostacolo alla missione della Cacciatrice che un valido supporto. Vengono presentati anche altri personaggi fondamentali del telefilm quali Angel, che già vigila seppur nell'ombra su Buffy, e Rupert Giles, che è appena entrato a far parte del Consiglio degli Osservatori ma non è ancora stato nominato Osservatore della Cacciatrice.

## Trama

### Parti rotte
- Soggetto: Scott Lobdell
- Sceneggiatura: Fabian Nicieza
- Disegni: Cliff Richards
- Inchiostri: Will Conrad
- Colori: Dave McGaig e Liza Gonzales
- Prima pubblicazione USA: Buffy the Vampire Slayer #51 - Broken Parts (novembre 2002)

Buffy, con il supporto motoristico di Pike, sgomina una banda di vampiri e rimprovera l'amico delle sue iniziative personali, che ne mettono in pericolo la vita, dopodiché rientra a casa passando furtivamente per la finestra venendo però colta sul fatto prima dalla sorella Dawn e poi dalla madre Joyce. L'indomani l'istruttoria sulla riammissione di Buffy alla scuola, dopo esserne stata espulsa a causa dell'incendio che la Cacciatrice aveva appiccato alla palestra per sconfiggere i vampiri capitanati da Lothos (nel film), viene respinta e l'espulsione diventa definitiva. Ciò aggrava ancora di più il contrasto già presente tra i suoi genitori. Nel frattempo, in Inghilterra, il Consiglio degli Osservatori capitanato da Quentin Travers prende atto della morte di Merrick, precedente Osservatore di Buffy, e mette sotto esame due candidati: uno di questi è Giles, noto fino a quel momento come "Squartatore" per i suoi metodi bruschi. La notte successiva Buffy e Pike incappano in un altro gruppo di vampiri che viene in parte eliminato ed in parte messo in fuga. Dalle tasche di uno dei vampiri polverizzati emerge il gettone di un casinò di Las Vegas che fa sospettare a Buffy la presenza di un covo. Uno dei vampiri in fuga si scontra con Angel e lo informa dell'esistenza del casinò quale luogo d'origine di quel gruppo di vampiri. Pike è riluttante a partire per una simile avventura ma Buffy fa leva sui suoi sentimenti e lo convince. La notte successiva, la Cacciatrice esce furtivamente da casa e parte in moto assieme all'amico per il Nevada.
- Curiosità: la presenza di Angel nelle vicinanze di Buffy non è casuale; sappiamo dai flashback sulla sua storia, mostrati nell'episodio "L'Inizio della Storia - parte 1" (2x21), che, al momento della fuga della Cacciatrice verso Las Vegas, Angel aveva già incontrato Il Cantastorie e si era fatto convincere da costui a dedicare la propria vita alla protezione della Cacciatrice.

### Casa piena
- Soggetto: Scott Lobdell
- Sceneggiatura: Fabian Nicieza
- Disegni: Cliff Richards
- Inchiostri: Will Conrad
- Colori: Dave McGaig e Lisa Gonzales
- Prima pubblicazione USA: Buffy the Vampire Slayer #52 - Full House (dicembre 2002)

Buffy e Pike hanno trovato lavoro al Casinò di Las Vegas (lei come addetta al guardaroba, lui come cameriere) come copertura per spiare, indagare e cercare un'eventuale fabbrica di vampiri. Anche Angel lavora al Casinò (è diventato la guardia del corpo del Direttore) ed ha modo di spiare continuamente i movimenti dei due, in particolare Pike, stando però attento a non compromettersi. Un debitore insolvente viene trascinato nel parcheggio e ucciso da due vampiri sotto lo sguardo di Pike che, una volta scoperto, viene salvato da Buffy. La loro copertura è compromessa ed ora devono fuggire. Angel cerca di aiutarli ma anche lui viene smascherato e rinchiuso in una stanza che si rivela essere una macchina del tempo che lo spedisce negli anni '30. In Inghilterra, frattanto, Giles ha uno scambio di opinioni con il suo rivale nella sfida per ottenere l'incarico di Osservatore e viene inoltre scoperta la sua familiarità con le arti magiche proibite.
La fuga di Buffy e Pike ha fine all'interno del Casinò quando vengono completamente circondati da un gruppo di vampiri: lei vorrebbe combattere ma Pike viene catturato. La Cacciatrice deve arrendersi.
- Curiosità: durante il colloquio tra Giles ed il suo rivale Willem Bryardale vengono brevemente mostrati due membri del consiglio che compariranno durante la terza stagione e precisamente Gwendalyn Post (che cercherà di ingannare Giles, tutta la Scooby Gang e Faith per impossessarsi del Guanto di Mynigon nell'episodio Rivelazioni (3x07)) e Wesley Wyndam-Price (che avrà un ruolo secondario nel telefilm di Buffy ma emergerà nello spin-off Angel).

### Due selvaggi
- Soggetto: Scott Lobdell
- Sceneggiatura: Fabian Nicieza
- Disegni: Cliff Richards
- Inchiostri: Will Conrad
- Colori: Dave McGaig e Lisa Gonzales
- Prima pubblicazione USA: Buffy the Vampire Slayer #53 - Deuces Wild (gennaio 2003)

Angel, trascinato nel 1930, si libera facilmente degli addetti alla sicurezza del Casinò ed entra nell'ufficio del proprietario trovandovi un computer. Scopre così che, grazie ad un incantesimo, il Direttore degli anni '90 investe soldi nel passato per arricchirsi nel futuro.
Buffy e Pike vengono condotti dai due proprietari del Casinò: si tratta di due gemelli siamesi, nipoti di quello degli anni '30, di cui uno solo è vampiro. Ancora una volta Buffy deve combattere per tenere al sicuro Pike ma il ragazzo ha una impennata d'orgoglio e riesce a far crollare un tendone addosso a tutti i vampiri consentendo a lui e la Cacciatrice di fuggire sul tetto. Giles viene pubblicamente accusato dal Consiglio di abuso di arti magiche ma riesce a discolparsi mostrando a tutti gli Osservatori il pentagramma nascosto nella camera di Bryardale. Quest'ultimo compare trasformato in stregone di magia nera ed incendia tutti quanti.
Mentre i genitori di Buffy discutono su come comportarsi con la figlia, Dawn apre il baule nascosto sotto il letto della sorella e trova il suo diario. Il proprietario del Casinò degli anni '30 informa Angel che l'incantesimo può essere facilmente spezzato ma necessita dell'intervento di un non-morto. Buffy e Pike sono nuovamente intrappolati e circondati dai proprietari ed i loro vampiri ma il ragazzo decide di non voler più essere un peso per la Cacciatrice e si butta dal balcone.

### La grande piega
- Soggetto e sceneggiatura: Scott Lobdell e Fabian Nicieza
- Disegni: Cliff Richards
- Inchiostri: Will Conrad
- Colori: Dave McGaig e Lisa Gonzales
- Prima pubblicazione USA: Buffy the Vampire Slayer n.54 - The Big Fold (febbraio 2003)

Dopo il gesto di Pike, Buffy è sola e può finalmente combattere eliminando tutti i vampiri al seguito dei proprietari, i quali fuggono perché hanno capito di avere di fronte la Cacciatrice.
Buffy si affaccia al balcone e scopre che Pike è caduto su una mongolfiera salvandosi. A questo punto vorrebbe rientrare nel Casinò per inseguire i proprietari ma Pike cerca di convincerla invano a fuggire e a lasciarsi alle spalle la caccia e la missione della Cacciatrice. Giles riesce a pronunciare alcune parole di un incantesimo e ad eliminare lo stregone, salvando i membri del Consiglio, ma Travers non apprezza questo comportamento da "il fine giustifica i mezzi" e lo manda in espiazione a Blackshead in Irlanda. Angel scopre che il Direttore degli anni '90 è l'artefice dell'incantesimo che lo ha trascinato nel passato e viene informato dal nonno dei proprietari che solo la presenza di un non-morto senza anima potrebbe spezzare l'incantesimo. Essendo Angel un vampiro con l'anima che desidera tornare alla sua epoca, il vecchio proprietario propone ad Angel di vampirizzarlo per permettergli di realizzare all'infinito la sua vendetta nei confronti di chi lo ha bloccato lì. Il vampiro inizialmente rifiuta seccamente perché il rimorso del gesto lo tormenterebbe per molto tempo ma poi si lascia convincere dal desiderio di tornare a proteggere Buffy ed accetta di mordere il vecchio proprietario.
Buffy è inizialmente tentata di bruciare il casinò, come aveva fatto con la palestra della scuola, ma poi ha la brillante idea di sequestrare un prete, gettarlo nella cisterna dell'acqua del Casinò e farla benedire. Tutti i vampiri all'interno del locale si dissolvono; Angel, rientrato nel presente, si salva proteggendosi con un tavolo, il gemello siamese vampiro muore lasciando finalmente libero l'altro a cui Buffy assesta un pugno ma niente di più essendo umano. La minaccia è sventata ma Pike decide che è giunto il momento di abbandonare la Cacciatrice per lasciarla libera di combattere e parte in moto lasciando Buffy sola.
- Curiosità: Angel che vampirizza un umano nel 1930 contraddice quanto mostrato nell'episodio "Perché lottiamo" (Angel 5x13), ambientato nel 1943, quando il vampiro è costretto a vampirizzare un umano marinaio per salvarne altri e dichiara che quella è l'unica persona che ha vampirizzato da quando gli era stata restituita l'anima.